# LUX 001
LUX 001 fue el evento inaugural de artes marciales mixtas producido por LUX Fight League, que se llevó a cabo el 21 de julio de 2017 en el Hotel Posada de Tampico, Tamaulipas, México.

## Antecedentes
A finales de 2016, se planteaba fundar una futura promoción de MMA para seguir impulsando el deporte en la República; en ese entonces, existían grandes promociones como la Ultimate Warrior Challenge México y la Xtreme Fighters Latino, aunque estas tenían una estructura totalmente diferente a lo planeado.
En 2017, el fundador de la naciente promoción, Joe Mendoza, aseguró que el objetivo de LUX es no solo hacer crecer a las MMA mexicanas, sino que las de otros países latinoamericanos y que los peleadores lleguen con los objetivos de hacer historia dentro de la promoción y/o den el salto para otras promociones más importantes fuera de México.
El 3 de julio de 2017, se anunció que Efraín Escudero (ex peleador de UFC) y Bruno Murata serían parte del evento estelar.